# La Noche (película de 1992)
La Noche o Al-Lail (en árabe: الليل‎) (La Noche) es una película siria, producida por The General Establishment of Cinema, Siria; dirigida por el director Mohamed Malas, en 1992, y 116 min de duración. La película tuvo una sola locación en Quneitra, y se trata del conflicto árabe-israelí.

## Galardones
- Festival de Carthage - Tanit d'Or, 1992.